# Szabad Gábor

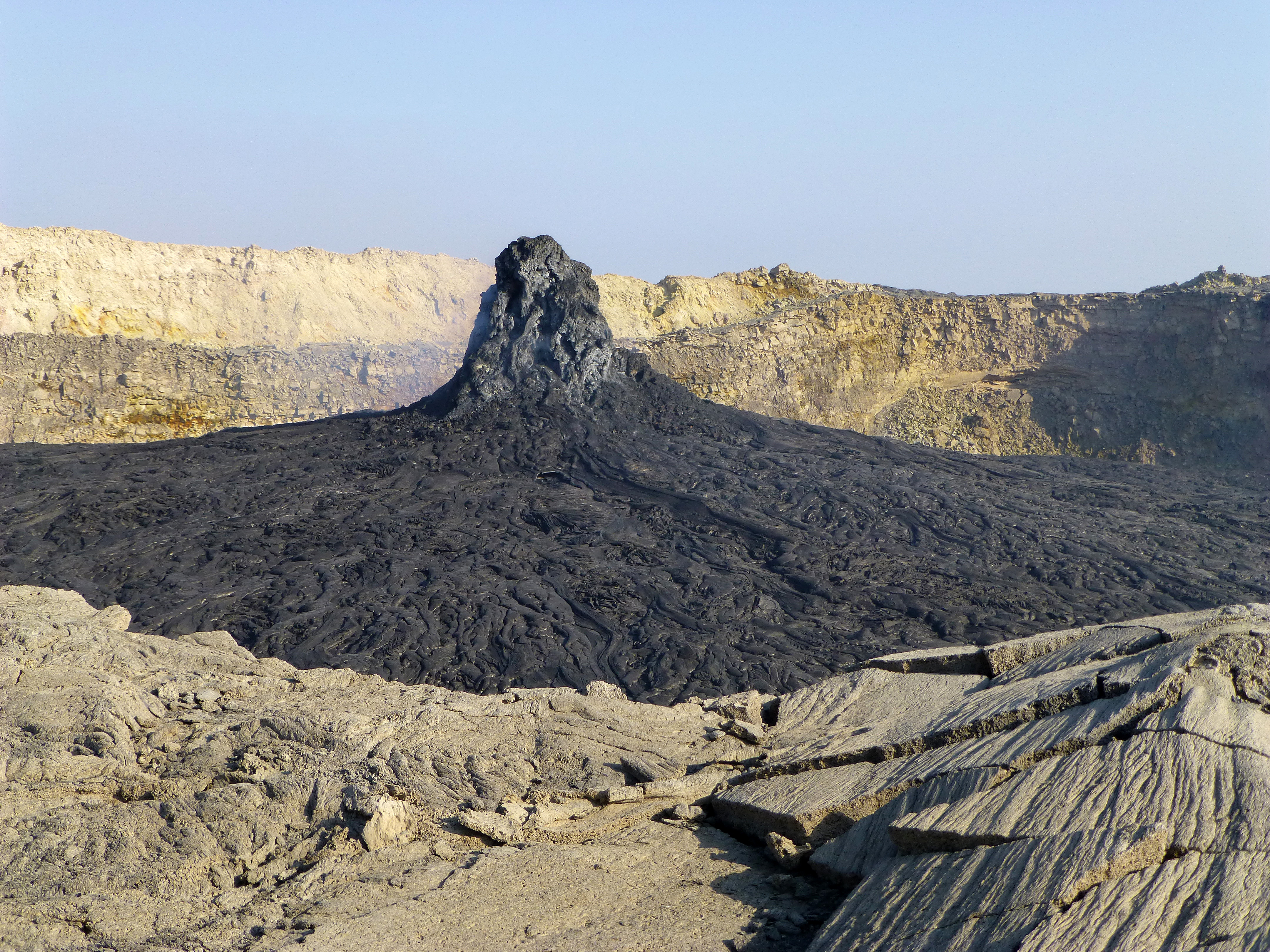
Az Erta Ale vulkán krátere

Szabad Gábor (1973, Szeged   –  Erta Ale vulkán, Etiópia, 2012. január 17.) magyar bőrgyógyász. Fábián Tamás geográfussal és másokal együtt tragikus körülmények között vesztette életét Etiópiában, a 2012-es Erta Ale-i támadás során.

## Életpályája
Szabad Gábor  1998-ban szerzett orvosi diplomát a szegedi egyetemen. Ezután az SZTE bőrgyógyászati klinikájára került, ahol 2003-ban bőrgyógyászatból szakvizsgát tett. 2011-ben PhD-fokozatot szerzett, majd adjunktusi kinevezést kapott.

### Szakmai tevékenysége
Fő kutatési területe a sebgyógyulás volt. Nevéhez több terápiás eljárás bevezetése fűződik. A sebkezelési osztály és ambulancia vezetőjeként fő kutatási területe a sebgyógyulás volt. Az általa létrehozott sebkezelési részleg országos hírnevet szerzett. Lankadatlan kitartással kereste az új megoldásokat betegeinek gyógyításában. Több új terápiás eljárás bevezetése fűződik a nevéhez. Többször elnyerte az évfolyam kiváló oktatója címet.

### Halála
Szabad Gábor 2012 januárjában  egy  – főként szegedi kutatókból álló –   turistacsoport tagjaként tanulmányozta a kelet-afrikai vulkanikus képződményeket.
A  turistacsoportot  2012. január 17-re virradó éjszakán támadás érte félkatonai egységek részéről  Etiópia Afar térségében, az Erta Ale vulkán közelében. A támadás következtében Szabad Gáboron kívül  az 53 esztendős Fábián Tamás szegedi geográfus, valamint két német és egy osztrák állampolgár az életét vesztette.

## Emlékezete
2013-ban, miután  Kontschán Jenő  2012-ben Etiópiából származó atkákat vizsgált, két  – korábban ismeretlen – atkafajt neveztek el  az Etiópiában terrortámadás áldozatául esett Fábián Tamás geográfus és Szabad Gábor orvos emlékére. Így született meg a Neodiscopoma fabiani és a Trichouropoda szabadi elnevezés.
Az African Invertebrates című folyóiratban 2013. március 1-jén jelent meg közlemény a felfedezésről.